# Jiří Kovařík (malíř)
Jiří Kovařík (13. října 1932 Plzeň – 27. října 1994 Plzeň) byl český akademický malíř působící v Plzni. Jeho dílo je označováno jako projev magického realismu. Námětem jeho děl často bývá cizokrajné prostředí, antika, ale i erotické akty.

## Život
Byl znám svým nekompromisním postojem vůči komunistickému režimu, kvůli němuž nemohl až na výjimky 20 let vystavovat. Investoři měli zákaz dávat mu zakázky, takže mnohé realizace v architektuře vznikaly pod jmény přátel z umělecké branže. Komunistický režim se snažil malíře s klasickým vzděláním – hovořil řecky i latinsky – donutit jít pracovat manuálně. Směřovaly k tomu časté výslechy a pohrůžky, že bude uvězněn pro příživnictví.
Zemřel na následky dopravní nehody, když jej nedaleko jeho ateliéru srazil automobil.

## Dílo
- 4 reprodukce z španělského cyklu jsou k vidění ve španělské restauraci el Cid v Plzni nedaleko náměstí Republiky.
- dva rozměrné nástěnné obrazy (3x6 m) v Knihovně města Plzně (oddělení pro dospělé) (1965)
- barevné vitráže v průčelí odjezdové haly v Mariánských Lázních (1965)
- barevné vitráže v průčelí odjezdové haly v Berouně (1968–1969)
- fresky v restauraci Jadran v Bezručově ulici v Plzni
- Španělský cyklus (soubor 12 obrazů)
- Autoportrét

## Výstavy[6]
- 1957 Plzeň, výstavní síň SČSVU (s Rudolfem Svatkem)
- 1958 Plzeň, výstavní síň SČSVU (s Rudolfem Svatkem)
- 1965 Praha, klub Mánes (erotické kresby – výstava zakázána a svěšena 2. den po zahájení)
- 1966 Praha, Viola (akty)
- 1968 Plzeň, dům „U červeného srdce“ (obrazy a realizace)
- 1969 Praha, Galerie na Karlově náměstí
- 1970 Praha, Galerie „U Řečických“ (výstava byla v den zahájení zakázána Státní tajnou policií)
- 1974 Praha, výstavní síň Fronta (ilustrace)
- 1986 Přerov, galerie Dílo – ČFVU (obrazy a kresby)
- 1988 Praha, Galerie d (obrazy 1970–1987)
- 1988 Olomouc, galerie Dílo – ČFVU (obrazy)
- 1990 Plzeň, Galerie Jiřího Trnky (výbor z prací)
- 1990 Kelheim, GK (Německo)
- 1991 Plzeň, výstavní síň „Esprit“ (SAPFÓ)
- 1992 Praha, Valdštejnský palác, Rytířský sál (Pražské jaro)
- 1993 Plzeň, Západočeská galerie, Masné krámy
- 1994 Státní zámek Kozel (žena živel – studie)
- 1994 Praha, Anežský klášter
- 1994 Vídeň, Palais Palffy (Rakousko)
- 1995 Státní zámek Kozel (celoživotní dílo – posmrtná výstava)
- 1995 Plzeň, Galerie Jiřího Trnky (magický realismus)
- 1995–1998 Plzeň, ČSOB, a. s., hlavní pobočka Plzeň, 7 výstav v cca půlročních cyklech (témata: žena a šelmy, zvířata a leopardi, divadlo, psi a koně, žena – portréty, moře a námořníci, ženské akty)
- 1996 Přerov, Mělník, Liberec, České Budějovice, Kralupy nad Vltavou, Olomouc, Litoměřice, Domažlice, Čáslav, Most (10 výstav kompletního Kovaříkova „Španělského cyklu“ při příležitosti akce: „Koncertní turné Lubomíra Brabce s obrazy Jiřího Kovaříka“
- 1999–2000 Plzeň, galerie MAECENAS (retrospektiva 1951–1994)
- 2003 Plzeň, Západočeská galerie, výstavní síň „13“ (obrazy a kresby: osudové obrazy, antické náměty a zvířata, žena – akt)
- 2003 Karlovy Vary, Galerie umění (obrazy a kresby)
- 2011 Plzeň, Galerie Jiřího Trnky (kresby – akty a dvojakty)
- 2012 Plzeň, Galerie města Plzně

## Galerie

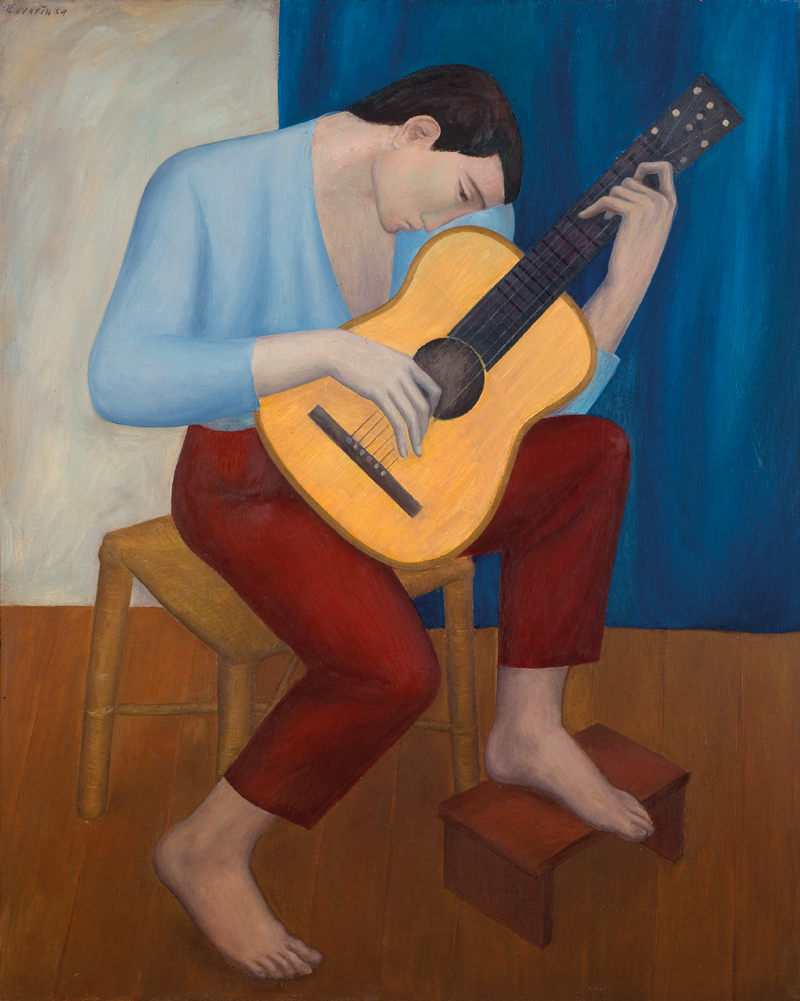
KYTARISTA, 1959, olej na plátně, 120 x 98 cm
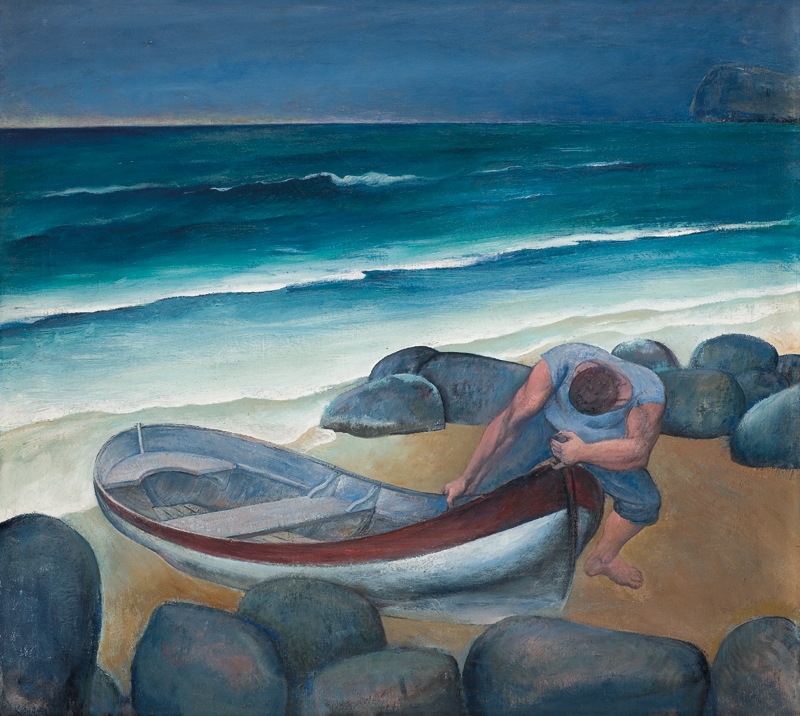
RYBÁŘ, asi 1962, olej na plátně, 73 x 81,5 cm
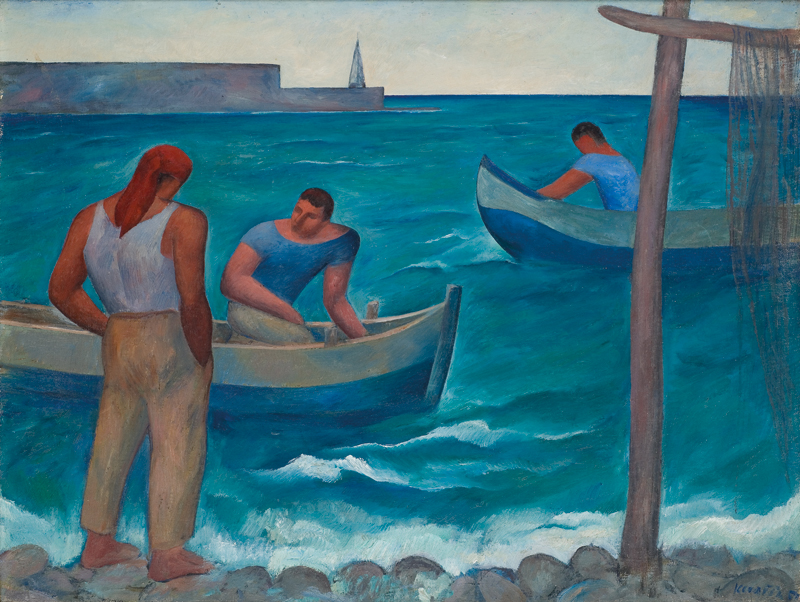
NESSEBAR, 1959, olej na plátně
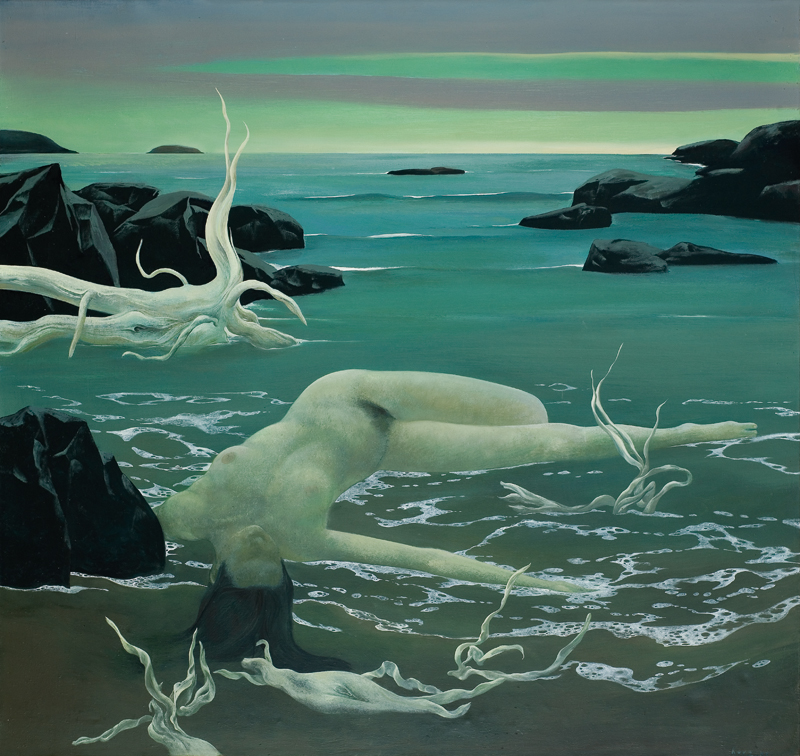
UTONULÁ, 1973, olej na plátně, 100 x 105 cm
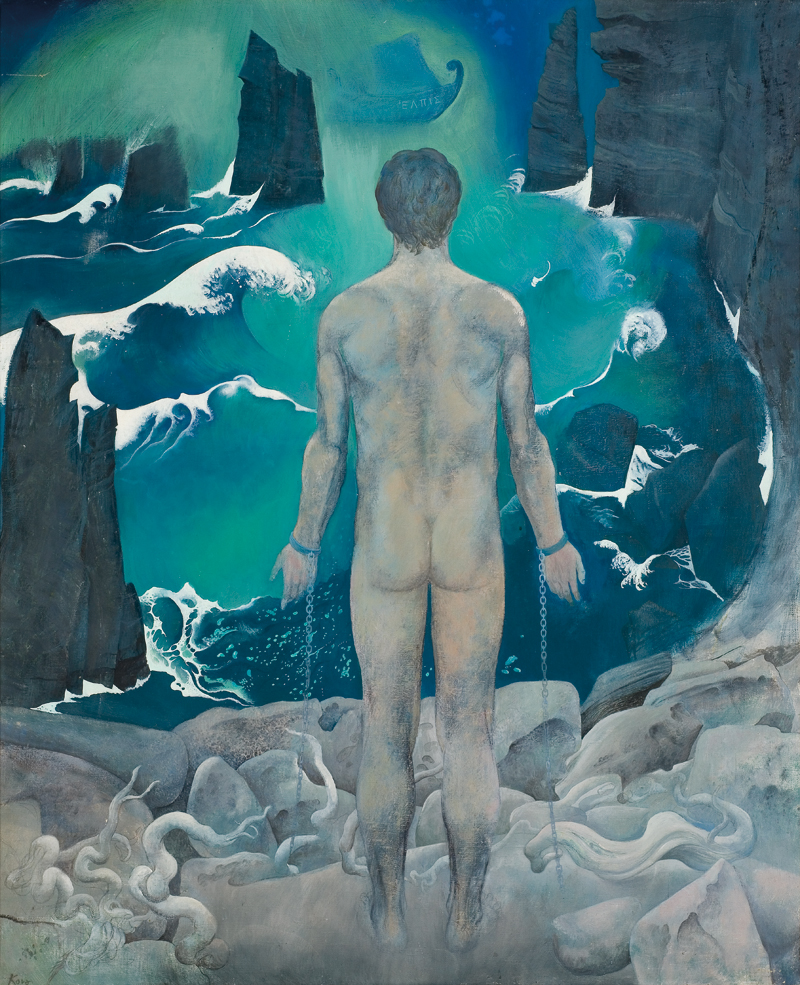
PROMÉTHEUS, (kolem 1969), olej na plátně, 93 x 76 cm
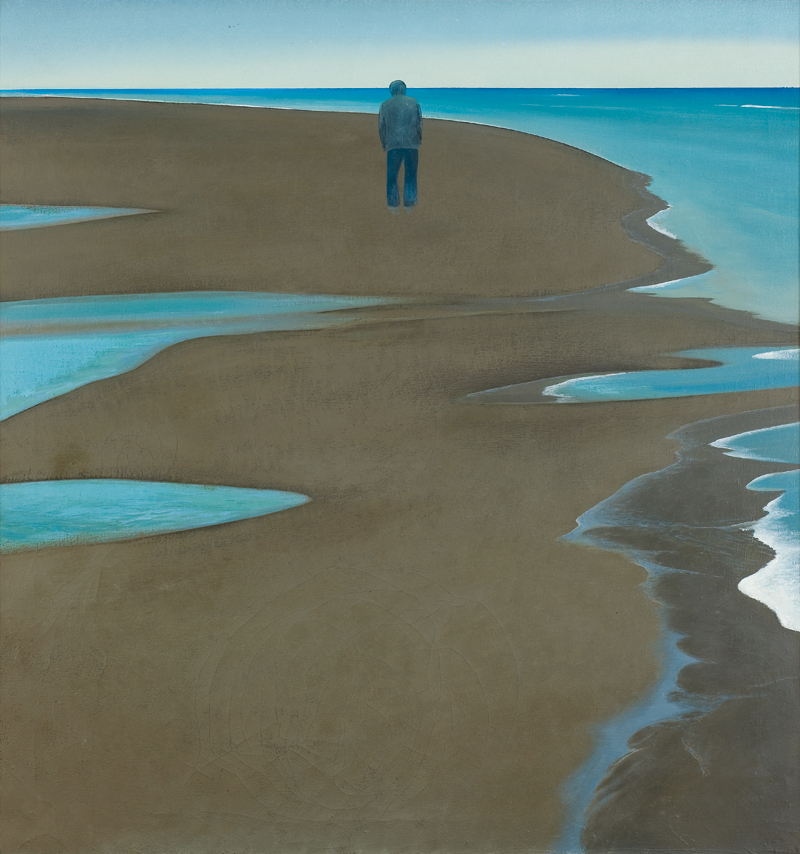
OSAMĚNÍ, asi 1971, olej na plátně, 97 x 91
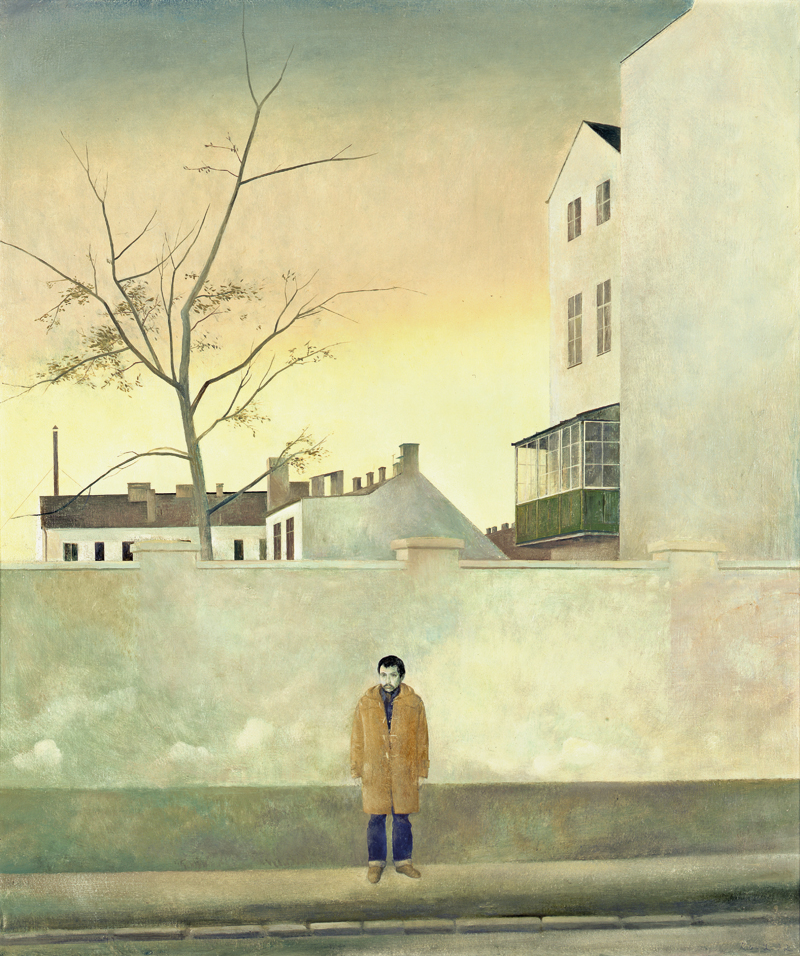
PETROHRADSKÁ ZEĎ, 1972, olej na plátně, 95 x 80 cm
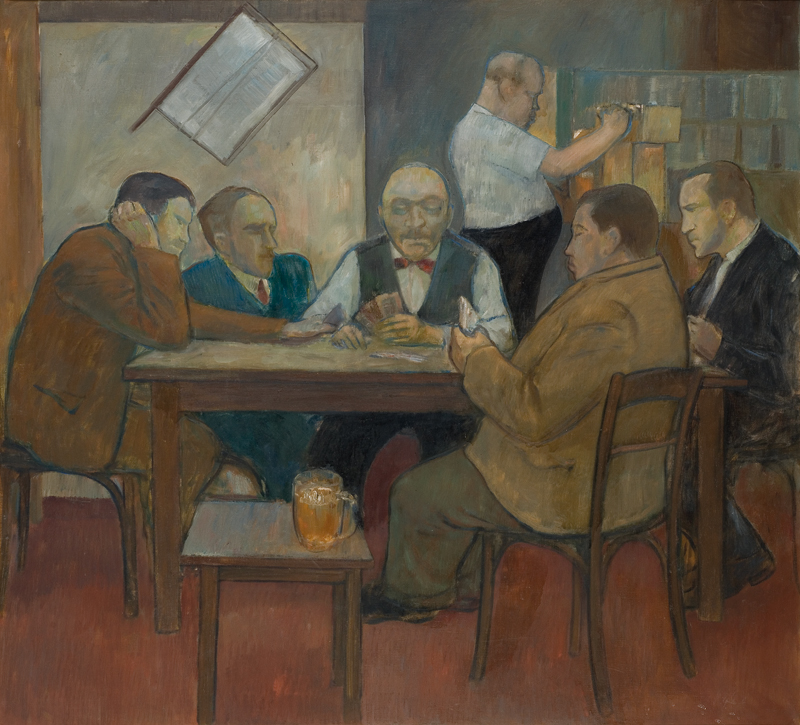
HOSPODA (MARIÁŠ), (kolem 1956), olej na plátně, 100 x 110 cm
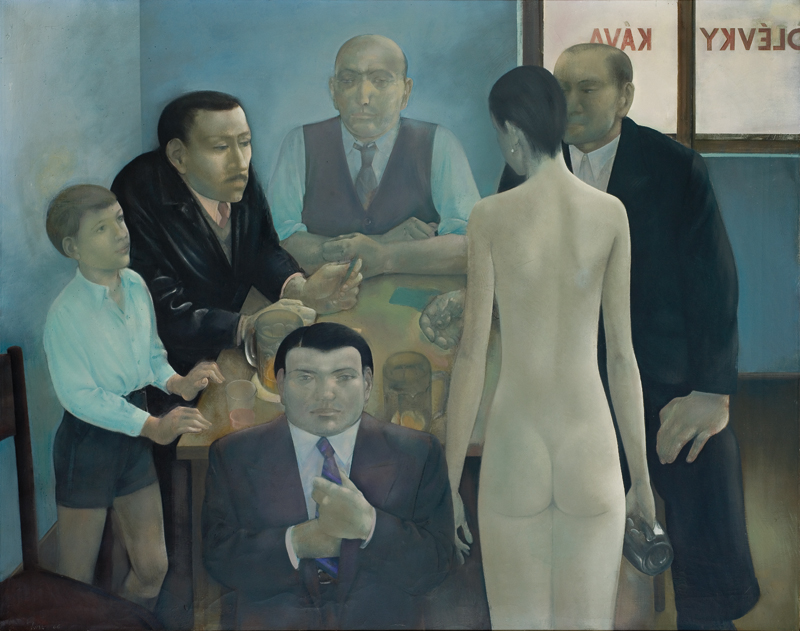
V NEDĚLI DOPOLEDNE, 1966 – 70, olej na plátně, 116 x 146 cm
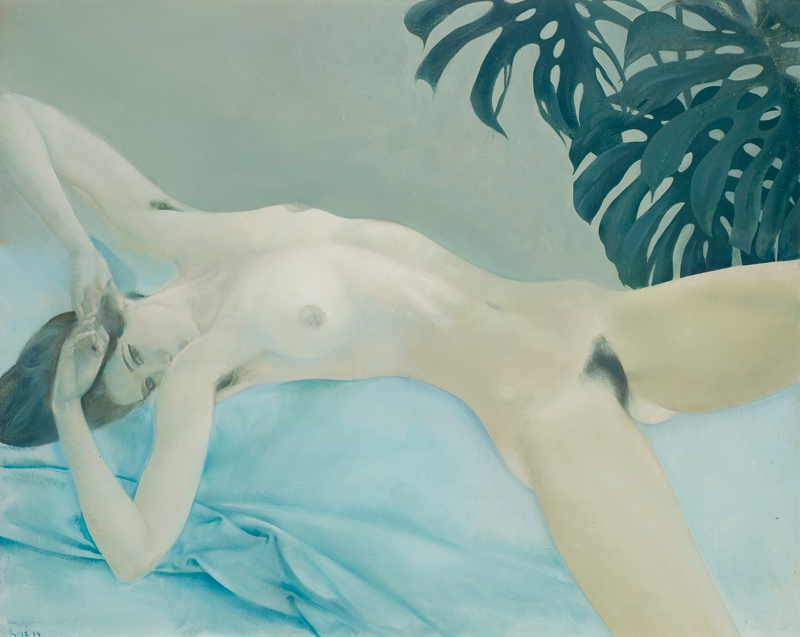
AKT S MONSTEROU, 1987, olej na plátně, 80 x 100 cm
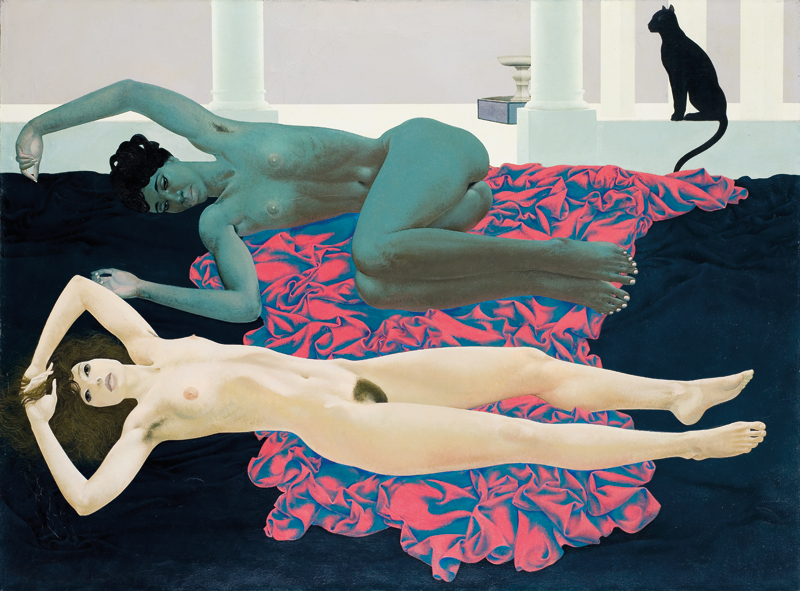
ČERNÁ KOČKA (2. verze obrazu), nedatováno (kolem 1977 – 87), olej na plátně, 89 x 120 cm
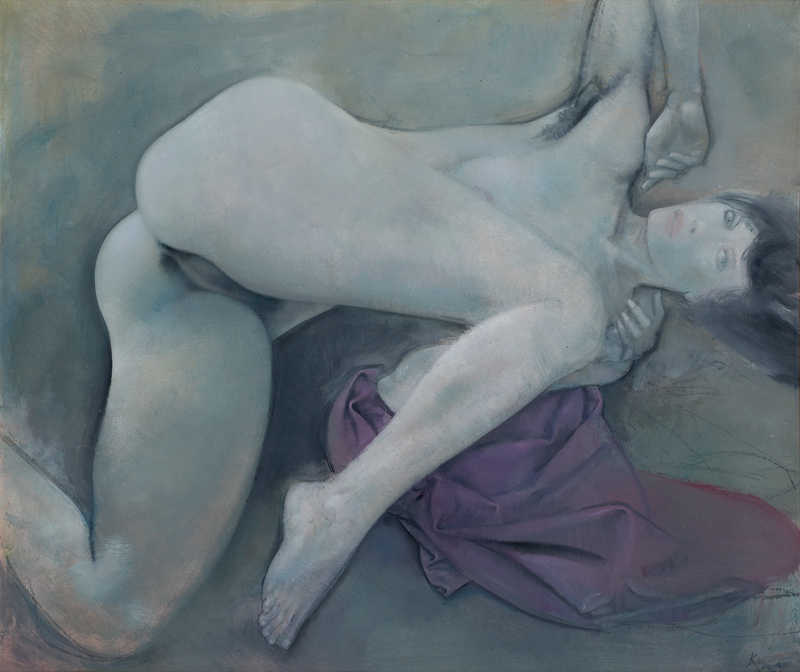
FIALOVÁ DRAPERIE, 1994, olej na plátně, 70 x 82 cm
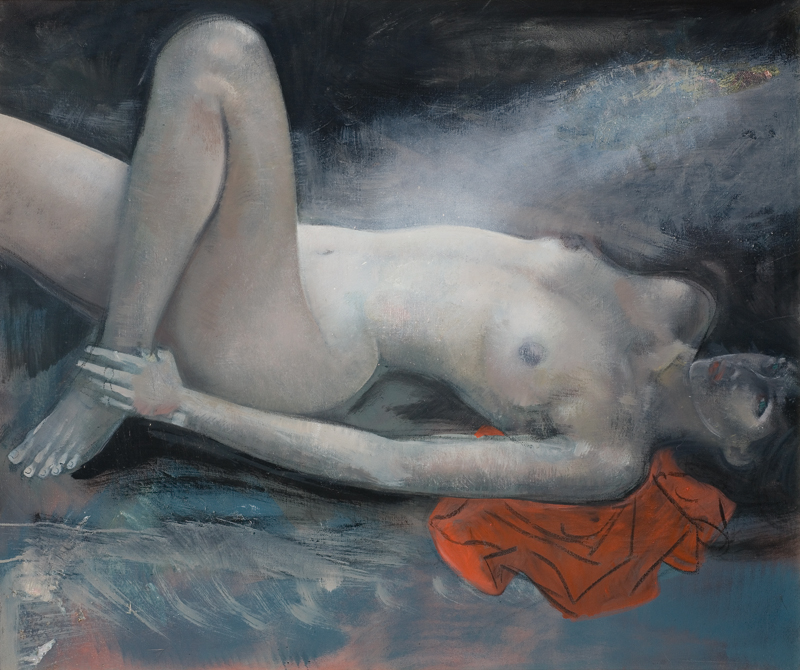
ODPOČINEK, nedatováno, olej na plátně, 70 x 82 cm
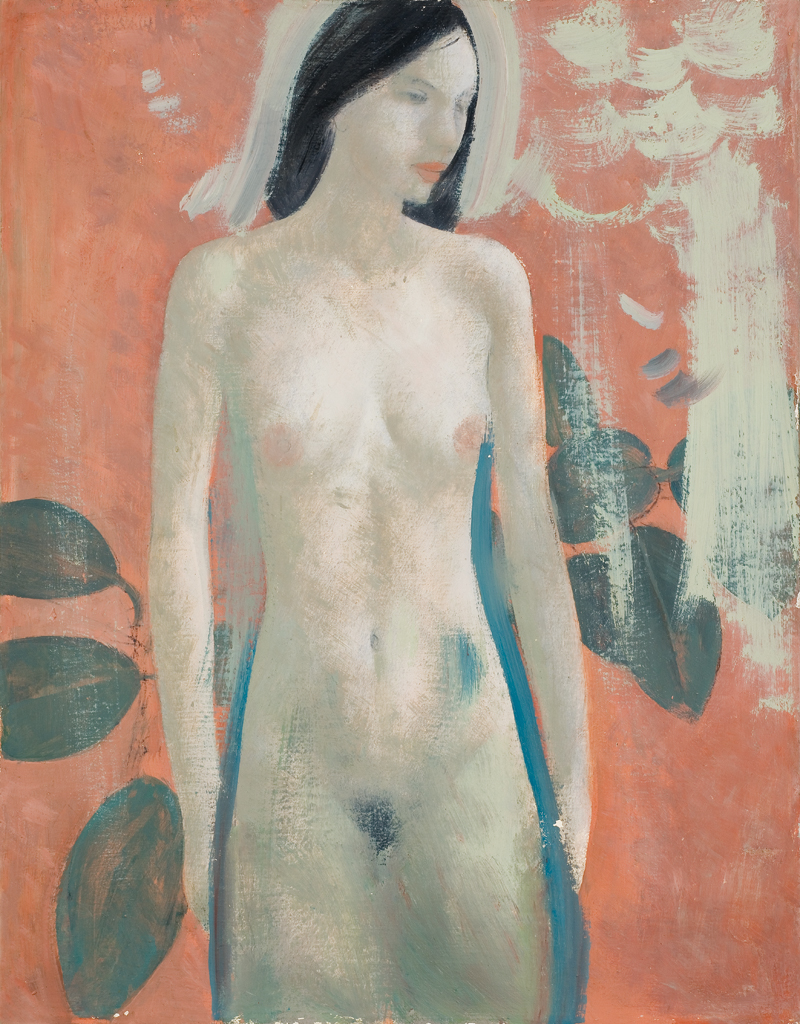
BEZ NÁZVU, nedatováno, olej na plátně, 62 x 48 cm